# Il filosofo di campagna
Il filosofo di campagna (deutsche Titel: Der Philosoph auf dem Lande, Der Land-Mann ein Philosoph oder Der Philosoph vom Land) ist eine Opera buffa (Originalbezeichnung: „Dramma giocoso“) in drei Akten von Baldassare Galuppi (Musik) mit einem Libretto von Carlo Goldoni. Sie wurde am 26. Oktober 1754 im Teatro San Samuele in Venedig uraufgeführt und war eine der erfolgreichsten komischen Opern der 1750er Jahre.

## Handlung

### Kurzfassung
Erster Akt. Eugenia soll auf Wunsch ihres Vaters Don Tritemio den Bauern Nardo heiraten, obwohl sie den Edelmann Rinaldo liebt. Das Dienstmädchen Lesbina will ihr helfen, dies abzuwenden. Rinaldo hält bei Don Tritemio um Eugenias Hand an, wird aber abgewiesen. Nardo ist intelligent und wohlhabend, aber anspruchslos. Seine Nichte hingegen träumt davon, durch eine Ehe mit einem Bürger gesellschaftlich aufzusteigen. Als Nardo sich Eugenia vorstellen will, nimmt Lesbina ihre Rolle ein. Sie und Nardo sind sich sofort sympathisch, und Lesbina akzeptiert seinen Verlobungsring. Nardo, Don Tritemio und Lena glauben irrtümlich, dass er sich mit Eugenia verlobt habe.
Zweiter Akt. Lesbina gibt Eugenia den Ring, und diese zeigt ihn ihrem Vater als Beweis ihrer Verlobung. Rinaldo, der davon noch nichts weiß, kommt mit einem Notar zu Don Tritemio, um diesem seine vornehme Herkunft und seinen Reichtum zu beweisen. Don Tritemio würde ihn jetzt als Schwiegersohn akzeptieren und lässt seine Tochter holen. Erst ein Blick auf ihren Ring bringt ihm wieder in Erinnerung, dass sie ja bereits verlobt ist. Rinaldo ist zutiefst enttäuscht von Eugenia, die keine Gelegenheit findet, das Missverständnis aufzuklären. Die verzweifelte Eugenia gibt Lesbina den Ring zurück und schenkt ihr auch die Juwelen, die Nardo ihr inzwischen geschickt hat. Lesbina lässt Don Tritemio glauben, dass sie ihn heiraten wolle. Don Tritemio will beide Hochzeiten sofort stattfinden lassen. Unterdessen informiert Rinaldo Nardo über seine Liebe zu Eugenia. Nardo erklärt sofort seinen Verzicht. Er will auf keinen Fall eine Frau heiraten, die ihn nicht liebt. Lesbina versichert ihm aber, dass sie ihn wirklich liebe. Als Lena ihn anschließend über Lesbinas wahre Identität aufklärt, stört ihn ihr niedriger Stand nicht im Mindesten. Im Haus Don Tritemios diktiert Lesbina dem Notar den doppelten Ehevertrag, wobei sie Don Tritemio über die einzusetzenden Namen der Brautleute im Unklaren lässt. Da Eugenia nicht aufzufinden ist, müssen die Hochzeitsvorbereitungen abgebrochen werden.
Dritter Akt. Eugenia und Rinaldo sind zusammen geflohen und suchen Zuflucht Nardos Haus. Lena nimmt sie bereitwillig auf. Auch Don Tritemio trifft dort ein. Lena erzählt ihm, dass sich seine Tochter mit ihrem Bräutigam im Haus befinde und sie gerade den Notar holen wolle. Nardo verweigert Don Tritemio den Zutritt. Lena und der Notar erscheinen, und kurz darauf kommt auch Lesbina, die zu Don Tritemios Verwunderung mit Nardo ein Liebesduett singt. Erst jetzt informiert Lena Don Tritemio über die wahren Brautpaare. Er fühlt sich hintergangen, lässt sich aber durch ein Heiratsangebot Lenas trösten.

### Erster Akt
Garten von Don Tritemios Haus
Szene 1. Eugenia, die unverheiratete Tochter Don Tritemios freut sich über den Duft eines Jasminzweigs, während das Dienstmädchen Lesbina die Schönheit einer Rose bewundert (Duett Eugenia/Lesbina: „Candidetto gelsomino“). Die in ihrem Lied angesprochene Vergänglichkeit des Schönen macht Eugenia traurig, zumal ihr Vater sie gegen ihren Willen mit dem reichen Bauern Nardo verheiraten will, obwohl sie den Edelmann Rinaldo liebt. Lesbina verspricht, ihr bei der Durchsetzung ihrer Wünsche zu helfen. Eugenia verlässt sich auf sie (Arie Eugenia: „Se perde il caro lido“).
Szene 2. Lesbina versucht, Don Tritemios Vertrauen zu gewinnen, indem sie ihm einige Lieder über Gemüse vorsingt, das nur schmeckt, solange es jung ist (Arietten Lesbina: „Quando son giovine“ – „Son fresca e son bella“). Sie deutet an, dass ein alter Bauer nicht zu seiner Tochter passe (Arietta Lesbina: „Non raccoglie le mie foglie“).
Szene 3. Don Tritemio hofft insgeheim auf ein Liebesverhältnis mit Lesbina. Er ist überzeugt, dass Nardo gut zu seiner Tochter passt, da er als reich und weise gilt und man ihn allgemein einen „Philosophen“ nennt. Als Rinaldo ihn um die Hand Eugenias bittet, weist Don Tritemio ihn ohne stichhaltige Gründe ab (Arie Don Tritemio: „La mia ragion è questa“).
Szene 4. Rinaldo will diese Antwort nicht akzeptieren (Arie Rinaldo: „Taci, amor, nel seno mio“).
Bauernhaus auf dem Land
Szene 5. Nardo begibt sich mit einigen anderen Bauern aufs Feld (Arietta Nardo: „Al lavoro, alla campagna“). Er liebt seine Arbeit und würde sie nie gegen ein Leben in der Stadt eintauschen.
Szene 6. Nardos Nichte Lena hingegen will auf keinen Fall einen Bauern heiraten. Sie träumt von einem Leben an der Seite eines gutsituierten Stadtbürgers (Arie Lena: „Di questa poverella“).
Szene 7. Nardo findet die Aufstiegswünsche der Menschen lächerlich (Arie Nardo: „Vedo quell’albero“).
Salon mit mehreren Türen in Don Tritemios Haus
Szene 8. Aus Angst vor ihrem Vater bittet Eugenia Rinaldo um Vorsicht. Sie schwört, dass sie keinen anderen als ihn heiraten werde.
Szene 9. Lesbina informiert das Paar darüber, dass Nardo seine Braut kennenlernen wolle. Sie schickt die beiden fort, um Nardo an Eugenias Stelle zu empfangen.
Szene 10. Lesbina gibt sich Nardo gegenüber – auch in eigenem Interesse – als Eugenia aus. Sie empfängt ihn freundlich, zieht sich dann aber mit gespielter Schüchternheit zurück (Arie Lesbina: „Compatite, signor, s’io non so“).
Szene 11. Nardo teilt Don Tritemio mit, dass seine Tochter einen guten Eindruck auf ihn gemacht habe und er glaube, auf ihre Liebe hoffen zu können.
Szene 12. Lena kommt hinzu, um die Braut kennenzulernen. Ihr Onkel bestätigt ihr, wie zufrieden er mit seiner Wahl ist (Finale I: „Son pien di giubilo“). Während Don Tritemio mehrfach kurz den Raum verlässt, um nach Eugenia zu suchen, stellt sich Lesbina Lena als Nardos Braut vor und lässt sich von ihm einen Ring anstecken. Don Tritemio erfährt anschließend zu seiner Überraschung, dass die Verlobung bereits ohne ihn vollzogen wurde.

### Zweiter Akt
Zimmer von Don Tritemio
Szene 1. Lesbina gibt Eugenia den Verlobungsring, damit sie ihren Vater täuschen kann.
Szene 2. Don Tritemio findet seine Tochter endlich und lässt sich von ihr den Ring zeigen. Als es an der Tür klopft, geht Lesbina hinaus.
Szene 3. Don Tritemio wundert sich darüber, dass Eugenias bisher kaum ein Wort gesagt hat, obwohl sie sich doch über ihre Verlobung freuen sollte. Lesbina meldet einen Edelmann, der zusammen mit dem Landnotar Capocchio eingetroffen sei, um Don Tritemio zu sprechen. Da es sich um Rinaldo handelt, zieht sie sich vorsichtshalber mit Eugenia zurück.
Szene 4. Rinaldo ist gekommen, um Don Tritemio mit Hilfe des Notars von seiner vornehmen Abstammung und seinem großen Reichtum zu überzeugen. Capocchio legt ihm den Stammbaum, der sich in direkter Linie bis König Pippin zurückführen lässt, und einige alte Urkunden über die Besitztümer vor (Arie Capocchio: „Nel quattrocento“).
Szene 5. Während der Notar weitere Dokumente holt, erklärt Don Tritemio, dass er Rinaldo für seiner Tochter würdig halte. Sie müsse aber selbst in die Ehe einwilligen (Arie Don Tritemio: „Io son di tutti amico“).
Szene 6. Rinaldo sieht sich bereits am Ziel seiner Wünsche. Eugenia wird geholt und stimmt zu. Als sie Rinaldo aber die Hand reichen soll, erblickt Don Tritemio daran den Ring und erinnert sich wieder an ihre Verlobung mit Nardo. In ihrer Not steht Eugenia kurz davor, die Täuschung aufzuklären.
Szene 7. Der Eintritt Lesbinas verhindert dies jedoch. Nardos Diener möchte Don Tritemio sprechen, und Rinaldo muss gehen. Er fühlt sich von Eugenia verraten und schwört Rache (Arie Rinaldo: „Perfida figlia ingrata“).
Szene 8. Don Tritemio ist verwirrt über das Verhalten seiner Tochter. Er erhofft sich Aufklärung von Nardos Diener und geht hinaus.
Szene 9. Eugenia macht Lesbina Vorwürfe und gibt ihr den Ring zurück.
Szene 10. Don Tritemio bringt Eugenia Juwelen, die Nardo ihr gesandt hat. Sie akzeptiert das Geschenk erst nach einem ausdrücklichen Befehl ihres Vaters, schenkt sie dann aber Lesbina. Diese beruhigt Don Tritemio mit dem Hinweis, dass Eugenia wünsche, dass sie (Eugenia) ihn (Don Tritemio) heirate (Arie Lesbina: „Una ragazza che non è pazza“).
Szene 11. Don Tritemio teilt Eugenia mit, dass ihre Hochzeit mit Nardo noch heute stattfinden solle. Anschließend wolle er selbst Lesbina heiraten. Eugenia ist verzweifelt (Arie Eugenia: „Misera, a tante pene“).
Land
Szene 12. Nardo singt selbstzufrieden ein Lied, bei dem er sich selbst auf einer kleinen Gitarre begleitet. Er freut sich auf die Ehe, will seine Freiheit dadurch aber nicht einschränken (Arietta Nardo: „Amor, se vuoi così“). Rinaldo warnt ihn davor, Eugenia zu heiraten. Ihre Mitgift bestehe aus Schlägen, Wunden und dem Tod, denn er selbst liebe Eugenia, und sie habe ihm bereits die Treue geschworen. Nardo dankt Rinaldo für seine Ehrlichkeit und erklärt seinen Verzicht. Er hat kein Interesse an einer Frau, die ihn nicht liebt.
Szene 13. Nardo teilt Lesbina mit, dass er die Verlobung lösen wolle, da sie bereits einem anderen versprochen sei. Sie versichert ihm, dass es sich um ein Missverständnis handle, und sie wirklich nur ihn liebe. Nardo glaubt ihr.
Szene 14. Lena informiert Nardo über Lesbinas wahre Identität. Diese gibt alles zu. Da sie aber ergänzt, dass sie Nardo wirklich liebe, sieht er nichts Schlimmes darin. Es sei ihm gleichgültig, ob seine Frau eine Magd oder eine Herrin sei, sofern sie nur schön und gut sei (Arie Nardo: „Se non è nata nobile“).
Szene 15. Lena ist über diese Entwicklung nicht glücklich. Sie hofft noch immer darauf, durch eine Ehe in den bürgerlichen Stand zu wechseln.
Szene 16. Lena sieht ein, dass auch der Bauernstand seine Vorteile hat (Arie Lena: „La pastorella al prato“).
Zimmer im Haus von Don Tritemio
Szene 17. Lesbina gesteht Don Tritemio, dass auch sie verliebt sei. Sie verschweigt aber den Namen ihres Geliebten.
Szene 18. Lesbina und Nardo wollen Don Tritemio die Wahrheit schonend beibringen und dafür sorgen, dass Eugenia ihren Rinaldo bekommt. Lesbina diktiert dem Notar die beiden Eheverträge (Duett Capocchio/Lesbina: „In questo giorno“). Sie lassen Don Tritemio im Glauben, dass Nardo Eugenia und er selbst Lesbina ehelichen werde (Finale II: „In questo giorno“). Als ihre eigene Mitgift gibt Lesbina ihre persönlichen Vorzüge an (zwei fleißige Hände, ehrbare Augen, ein sittsames Gemüt und eine sprachgewandte Zunge), denen Nardo jeweils einen Gegenwert von mehreren tausend Scudi zuspricht. Nur für ihre Geschwätzigkeit muss er einiges wieder abziehen. Don Tritemio verzweifelt unterdessen, weil er Eugenia nicht finden kann. Man muss die Hochzeitsvorbereitungen daher unterbrechen.

### Dritter Akt
Ländliche Gegend mit Nardos Bauernhaus
Szene 1. Rinaldo ist mit Eugenia zu Nardos Haus geflohen. Er versichert ihr, dass alles gut ausgehen und ihre Ehre nicht verletzt werde.
Szene 2. Lena ist bereit, die beiden aufzunehmen. Sie informiert sich aber genauestens über ihren Stand und besteht auf einer schnellstmöglichen Heirat. Sie selbst will als Zeugin fungieren. Eugenia verspricht ihr das (Arie Eugenia: „Che più bramar poss’io“).
Szene 3. Lena bittet Rinaldo, nach einem gutsituierten Ehemann für sie Ausschau zu halten (Arie Lena: „Ogn’anno passa un anno“).
Szene 4. Rinaldo ist zuversichtlich, dass alles gut gehen wird (Arie Rinaldo: „Guerrier che valoroso“).
Szene 5. Auf seiner Suche nach Eugenia gelangt auch Don Tritemio vor Nardos Haus. Lena teilt ihm mit, dass seine Tochter sich mit ihrem Bräutigam im Haus befinde. Nardo sei einverstanden und habe ihr aufgetragen, den Notar zu holen.
Szene 6. Nardo verweigert Don Tritemio den Zutritt ins Haus. Der wird wütend und erklärt, dass Eugenia keine Mitgift erhalten werde (Arie Don Tritemio: „Da me non speri“).
Szene 7. Lena kehrt mit dem Notar zurück, und Nardo gibt diesem letzte Anordnungen über den Vertrag. Lena fragt sich, wer ihn bezahlen wird.
Szene 8. Capocchio bittet den „Philosophen“ Nardo, ihm die „Kraft der Sympathie“ zu erklären (Arie Capocchio: „Voi che filosofo“).
Szene 9. Nardo meint, sie setze sich aus Eigennutz, Hochmut, Neid und Liebe zusammen. Schließlich trifft auch Lesbina ein, und Nardo erklärt ihr, was er von ihr erwartet: Sie soll weder zu viel noch zu wenig Liebe zeigen, immer freundlich und ehrbar bleiben und sich in allem nach seinem Willen richten. Lesbina verspricht ihm dies, und beide schwören sich ihre Liebe (Duett Lesbina/Nardo: „Lieti canori augelli“).
Szene 10. Don Tritemio, der das letzte Duett gehört hat, wundert sich darüber, dass Nardo offenbar gleich zwei Frauen heiraten will.
Szene 11. Lena informiert Don Tritemio über die wahren Brautpaare. Er fühlt sich von allen betrogen. Als Lena aber vorschlägt, doch sie zu heiraten, akzeptiert er dieses Angebot „der einen zum Possen, der anderen zum Trotz“ (Finale III: „Ah, genitor, perdono“).

## Gestaltung

### Orchester
Die Orchesterbesetzung der Oper umfasst die folgenden Instrumente:
- Holzbläser: zwei Flöten (auch Piccolo), zwei Oboen
- Blechbläser: zwei Hörner
- Streicher
- Basso continuo

Die Bearbeitung von Ermanno Wolf-Ferrari benötigt zusätzlich zwei Trompeten, die Fassung von Virgilio Mortari außerdem eine Pauke.

### Musiknummern
Die Oper enthält die folgenden Musiknummern::11f
- Ouvertüre (Allegro – Andante – Allegro)

Erster Akt
- Duett (Eugenia, Lesbina): „Candidetto gelsomino“ (Szene 1)
- Arie (Eugenia): „Se perde il caro lido“ (Szene 1)
- Arietta (Lesbina): „Quando son giovine“ (Szene 2)
- Arietta (Lesbina): „Son fresca e son bella“ (Szene 2)
- Arietta (Lesbina): „Non raccoglie le mie foglie“ (Szene 2)
- Arie (Don Tritemio): „La mia ragion è questa“ (Szene 3)
- Arie (Rinaldo): „Taci, amor, nel seno mio“ (Szene 4)
- Arietta (Nardo): „Al lavoro, alla campagna“ (Szene 5)
- Arie (Lena): „Di questa poverella“ (Szene 6)
- Arie (Nardo): „Vedo quell’albero“ (Szene 7)
- Arie (Lesbina): „Compatite, signor, s’io non so“ (Szene 10)
- Finale I (Lesbina, Lena, Nardo, Don Tritemio): „Son pien di giubilo“ (Szene 12)

Zweiter Akt
- Arie (Capocchio): „Nel quattrocento“ (Szene 4)
- Arie (Don Tritemio): „Io son di tutti amico“ (Szene 5)
- Arie (Rinaldo): „Perfida figlia ingrata“ (Szene 7)
- Arie (Lesbina): „Una ragazza che non è pazza“ (Szene 10)
- Arie (Eugenia): „Misera, a tante pene“ (Szene 11)
- Arietta (Nardo): „Amor, se vuoi così“ (Szene 12)
- Arie (Nardo): „Se non è nata nobile“ (Szene 14)
- Arie (Lena): „La pastorella al prato“ (Szene 16)
- Duett (Capocchio, Lesbina): „In questo giorno“ (Szene 18)
- Finale II (Lesbina, Capocchio, Nardo, Don Tritemio): „In questo giorno“ (Szene 18)

Dritter Akt
- Arie (Eugenia): „Che più bramar poss’io“ (Szene 2)
- Arie (Lena): „Ogn’anno passa un anno“ (Szene 3)
- Arie (Rinaldo): „Guerrier che valoroso“ (Szene 4)
- Arie (Don Tritemio): „Da me non speri“ (Szene 6)
- Arie (Capocchio): „Voi che filosofo“ (Szene 8)
- Duett (Lesbina, Nardo): „Lieti canori augelli“ (Szene 9)
- Finale III (Lesbina, Eugenia, Lena, Rinaldo, Nardo, Don Tritemio): „Ah, genitor, perdono“ (Szene 11)

### Musik
Il filosofo in campagna orientiert sich sowohl inhaltlich als auch musikalisch an Giovanni Battista Pergolesis beliebtem Intermezzo La serva padrona, erweitert das Personal aber zu dem einer vollwertigen Oper. Bei Nardo (der Bauer), Lena (die heiratslustige junge Frau), Tritemio (der zum Narren gehaltene alte Mann), Lesbina (die kokette Dienerin) und Capocchio (der Notar) handelt es sich um typische komische Rollen („parti buffe“). Ihnen entgegengestellt sind die ernsten Rollen („parti serie“) des Liebespaares Eugenia und Rinaldo. Die beiden letzteren sind durch ihre geschwollene Sprache und ihre Handlungsunfähigkeit als Karikatur der Opera seria konzipiert. Die Rollen-Zuordnung ist nicht stringent. Der Sopran Rinaldo entstammt mit seinen seria-Arien zwar deutlich dieser Sphäre, Eugenia hingegen ist auch eine buffa-Arie zugewiesen, und Lena hat mit „Di questa poverella“ (I:6) eine da-capo-Arie mit sowohl ernsten als auch komischen Anteilen. Ungewöhnlich für diese Oper ist, dass die Unterscheidung der Rollentypen nicht mit dem sozialen Status der Personen übereinstimmt. Der sentimentale Charakter der Lena wurde zum Vorbild vieler ähnlicher Figuren in der Geschichte der Opera buffa. Don Tritemios Arien zeigen jeweils unterschiedliche Seiten seiner Persönlichkeit.
Die Musik der buffa-Figuren zeichnet sich durch schlichte Harmonik und eine syllabische Deklamation aus. Die Arien werden überwiegend vom vierstimmigen Streicherensemble begleitet. Nur wenige begnügen sich mit einer Cembalo-Begleitung. Die Bläser kommen nur sporadisch situationsbezogen zum Einsatz. Bei den Rezitativen handelt es sich um die generalbassbegleitete Secco-Variante mit der für die Opera buffa typischen schnellen Deklamation in Sechzehntelnoten. Die Arienformen sind abwechslungsreich. Es gibt nur zwei da-capo-Arien – neben der bereits genannten Arie Lenas auch Eugenias „Se perde il caro lido“ (I:1). Zweiteilige Formen herrschen vor, darunter auch die beiden seria-Arien Rinaldos. Nardo hat mit „Se non è nata nobile“ (II:14) ein Rondo. Es gibt mehrere einteilige Arietten wie Nardos „Amor, se vuoi così“ (II:12) mit den im Pizzicato spielenden Streichern. Bei den Ensemblestücken begnügt sich Galuppi mit wenigen Duetten und den drei Finalsätzen. Diejenigen der ersten beiden Akte sind sogenannte „Kettenfinale“ mit mehreren Abschnitten. Das Finale des dritten Akts besteht aus einem großen Duett Nardos und Lesbinas und einem kurzen Ensemblestück.

## Werkgeschichte

Titelblatt des Librettos, Dresden 1755

Der italienische Komponist Baldassare Galuppi komponierte diese Oper nach eigenen Angaben in der Fastenzeit des Jahres 1754. Das Libretto stammt, wie schon bei vielen seiner vorangegangenen Opern, von Carlo Goldoni. Il folosofo di campagna gilt als erster Höhepunkt dieser Zusammenarbeit.
Die Uraufführung fand wahrscheinlich am 26. Oktober 1754 im Teatro San Samuele in Venedig statt. Es sangen Giovannina Baglioni (Eugenia), Angela Conti-Leonardi „La Taccarina“ (Rinaldo), Francesco Baglioni „Carnace“ (Nardo), Clementina Baglioni-Poggi (Lesbina), Francesco Carattoli (Don Tritemio), Anna Zanini (Lena) und Giacomo Caldinelli (Capocchio). Alfred Loewenberg fand zwei Berichte über möglichere frühere Aufführungen der Oper: Paglicci-Brozzis Il Regio Ducal Teatro di Milano nel Secolo xviii nennt eine Aufführung im Sommer 1750 in Mailand und das unveröffentlichte Tagebuch von D. M. Galeati eine Aufführung von Il filosofo in villa 1754 im Teatro Formagliari in Bologna. Allerdings ist von keiner dieser Produktionen das Libretto überliefert. Daher wird üblicherweise die venezianische Produktion von 1754 als Uraufführung angesehen.
Die Oper war ein großer Erfolg und erlebte mehr als 80 Produktionen in ganz Europa. Damit war sie die beliebteste Opera buffa zwischen Giovanni Battista Pergolesis La serva padrona von 1733 und Niccolò Piccinnis La buona figliuola von 1760. Allein in den ersten zehn Jahren gab es zwanzig verschiedene Produktionen. Aufführungen außerhalb Italiens gab es beispielsweise 1755 und 1764 in Frankfurt, 1755 in Dresden, 1755 in Prag, 1756 in Mannheim (Wiederaufnahme 1771 in Schwetzingen), 1758 in München, 1758 in Barcelona und Sankt Petersburg, 1759 in Pressburg und Brüssel (als Il tutore burlato), 1761 im King’s Theatre am Haymarket in London (Wiederaufnahme 1770 und 1772), 1762 in Dublin, 1763 und 1768 in Wien, 1764 in Bonn, 1764 in Saragossa, 1765 in Karlsbad und Berlin, 1766 in Warschau, 1769 in Stralsund, um 1769 in Salamanca, 1770 als La serva astuta in Hermannstadt (unsicher), 1774 in Moskau, 1777 in Reval und Riga und 1780 in Stockholm (als Il filosofo ignorante di campagna). Eine spanische Übersetzung von R. de la Cruz wurde 1766 in Madrid und 1769 in Barcelona gespielt, eine deutsche Fassung namens Der Philosoph auf dem Lande von Joseph Felix von Kurz 1770 im Theater am Kärntnertor in Wien, eine englische Fassung von Charles Dibdin als The Wedding Ring 1773 in London.
In späteren Aufführungen wurden häufig bearbeitete Fassungen gespielt. Das betraf bereits die venezianische Wiederaufnahme von 1756. Die ernsteren Elemente der Oper wurden immer mehr durch komische ersetzt. Eine zweiaktige „Farsetta“-Fassung mit reduzierter Personenzahl wurde erstmals 1757 in Rom und 1761 in Venedig unter dem Titel La serva astuta gespielt. Noch im 20. Jahrhundert entstanden weitere Bearbeitungen. Die Fassung von Ermanno Wolf-Ferrari beschränkt sich ebenfalls auf fünf Personen und zwei Akte. Sie wurde erstmals 1907 in Venedig gezeigt und dort erneut 1954/1955 gespielt. Eine Fassung von Virgilio Mortari, die sich näher am Original orientiert, wurde 1938 in Venedig und 1973 in Divonne-les-Bains gezeigt.
Der Musikhistoriker Thomas Busby schätzte Galuppis Buffa-Opern noch 1819 in seiner General History of Music höher ein als die komischen Opern von Wolfgang Amadeus Mozart. Er nannte Il filosofo di campagna eine „komische Oper, deren musikalische Qualität die jeder anderen in England aufgeführten burletta in den Schatten stellt“. Die Entscheidung des britischen Königs Georg III., anlässlich seiner Hochzeit mit Sophie Caroline Marie von Braunschweig-Wolfenbüttel im Jahr 1761 dieses Werk zusätzlich zur bestellten Opera seria spielen zu lassen, sei mit allgemeiner Freude aufgenommen worden.
Weitere nachweisbare Aufführungen in neuerer Zeit waren:
- 1927: Treviso – als La serva astuta, Bearbeitung von Gian Giuseppe Bernardi.[2]
- 1928: Mailand, Piccola Scala.[2]
- 1960: Boston, Konservatorium – US-Premiere.[10]
- 1985: Buxton Festival – englische Fassung von Geoffrey Dunn, Regie: Malcom Fraser.[2][12]
- 1986: Festa musicale Stiana (Studio lirico).[2]
- 1988: Stuttgart.[13]
- 1995: Musikfestspiele Potsdam Sanssouci – Inszenierung: Michael Simon, Dirigent: Thomas Hengelbrock.[14]:5008

Über einen langen Zeitraum waren nur stark bearbeitete Fassungen des Werks bekannt. Ab 1998 erstellte der Dirigent Franco Piva auf Initiative von Giorgio Gatti, dem künstlerischen Direktor des Teatro di Poggio a Caiano in Florenz, eine kritische Ausgabe der Partitur auf Basis eines im British Museum in London erhaltenen Manuskripts, dessen Text vollständig mit Goldonis Libretto übereinstimmte. Im März 1999 entstand auf dieser Grundlage eine erste Einspielung der vollständigen Oper.:5–7
Im Oktober 2012 gab es eine Neuproduktion im Teatro Comunale in Belluno unter dem Dirigenten Fabrizio da Ros in einer Inszenierung von Carlo Torriani. Ein Mitschnitt wurde auf DVD veröffentlicht.

## Aufnahmen
- 20.–31. Oktober 1956 – Renato Fasano (Dirigent), I Virtuosi di Roma, Collegium Musicum.
 Anna Moffo (Eugenia), Florindo Andreolli (Rinaldo), Rolando Panerai (Nardo), Elena Rizzieri (Lesbina), Mario Petri (Don Tritemio).
 Studioaufnahme; gekürzte Fassung von Ermanno Wolf-Ferrari.
 EMI (2 LPs), Testament Note 1 SBT 1195 (1 CD), Archipel ARPCD 0363 (1 CD).[14]:5007
- 24. Juni 1995 – Thomas Hengelbrock (Dirigent), Michael Simon (Inszenierung), Freiburger Barockorchester.
 Ursula Fiedler (Eugenia), Max Emanuel Cenčić (Rinaldo), Jörg Dürmüller (Nardo), Leonore von Falkenhausen (Lesbina), Wolfgang Newerla (Don Tritemio), Elisabeth von Magnus (Lena), Rüdiger Wohlers (Capocchio), Sven Bindseil (Leonardo).
 Live aus Potsdam.[14]:5008
- März 1999 – Franco Piva (Dirigent), Intermusica Ensemble.
 Paola Antonucci (Eugenia), Patrizio Saudelli (Rinaldo), Alessandro Calamai (Nardo), Patrizia Cigna (Lesbina), Giorgio Gatti (Don Tritemio), Sonia Prina (Lena), Cristiano Olivieri (Capocchio).
 Gesamtaufnahme; aus der Abbazia della Vangadizza di Badia Polesine in Rovigo.
 Bongiovanni GB2256/58-2 (3 CDs).[16]
- Oktober 2012 – Fabrizio da Ros (Dirigent), Carlo Torriani (Regie), Ensemble Barocco della Filarmonica del Veneto.
 Ilaria Zanetti (Eugenia), Max Baldan (Rinaldo), Cüneyt Ünsal (Nardo), Giorgia Cinciripi (Lesbina), Carlo Torriani (Don Tritemio), Camilla Antonini (Lena), Matteo Mezzaro (Capocchio).
 Video; Live aus dem Teatro Comunale in Belluno.
 Bongiovanni AB 20030.[15]

## Digitalisate
- Il filosofo di campagna: Noten und Audiodateien im International Music Score Library Project
- Libretto (italienisch), Venedig 1754. Digitalisat der Library of Congress
- Libretto (italienisch/deutsch), Dresden 1755. Digitalisat der Library of Congress
- Libretto der Fassung von Ermanno Wolf-Ferrari (italienisch), Venedig 1907. Digitalisat im Corago-Informationssystem der Universität Bologna